# Mirny-Halbinsel
Die Mirny-Halbinsel (russisch Полуостров Мирный Poluostrow Mirny) ist eine Halbinsel im ostantarktischen Königin-Marie-Land. Sie ist Standort der russischen Mirny-Station am Mabus Point.
Russische Wissenschaftler benannten sie.